# Chlorure de cis-dichlorobis(éthylènediamine)cobalt(III)
Le chlorure de cis-dichlorobis(éthylènediamine)cobalt(III) est un sel de formule chimique [CoCl2(en)2]Cl, où « en » est la notation habituelle pour le ligand bidenté éthylènediamine NH2CH2CH2NH2. Il s'agit d'un solide cristallisé diamagnétique, violet, moins soluble dans l'eau que son isomère trans-[CoCl2(en)2]Cl. L'un des ions chlorure est labile et peut facilement être échangé, en revanche les deux autres, liés au centre métallique, sont moins réactifs.
- cis-[CoCl2(en)2]Cl.
- trans-[CoCl2(en)2]Cl.

Il peut être obtenu par chauffage d'une solution aqueuse de trans-[CoCl2(en)2]Cl. Le racémique est composé de deux énantiomères, notés Λ et Δ, qui peuvent être résolus par formation de sel de π-sulfonate de D-α-bromocamphre. Les sels diastéréoisomères sont séparés par cristallisation. Après purification, chaque énantiomère est rétabli sous forme de chlorure par réaction avec de l'acide chlorhydrique glacé.

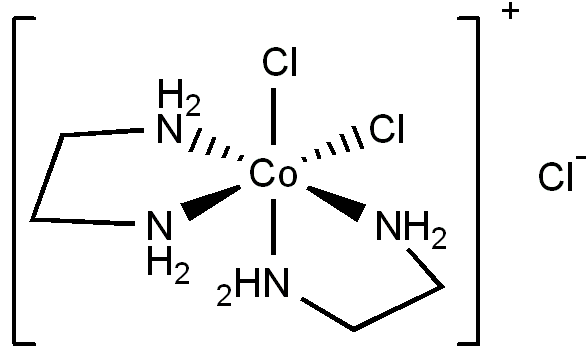
Λ-cis-[CoCl2(en)2]Cl.
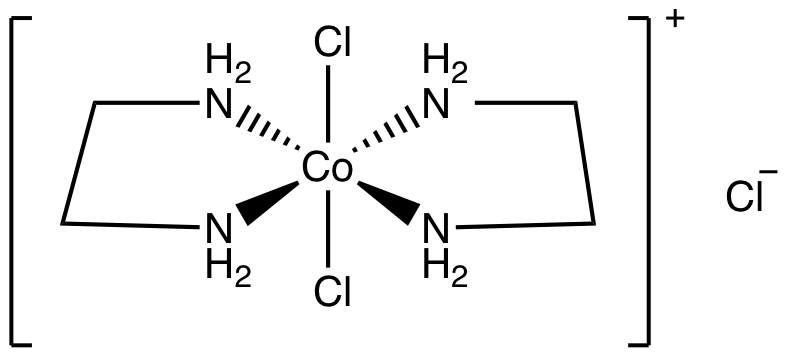
Δ-cis-[CoCl2(en)2]Cl.

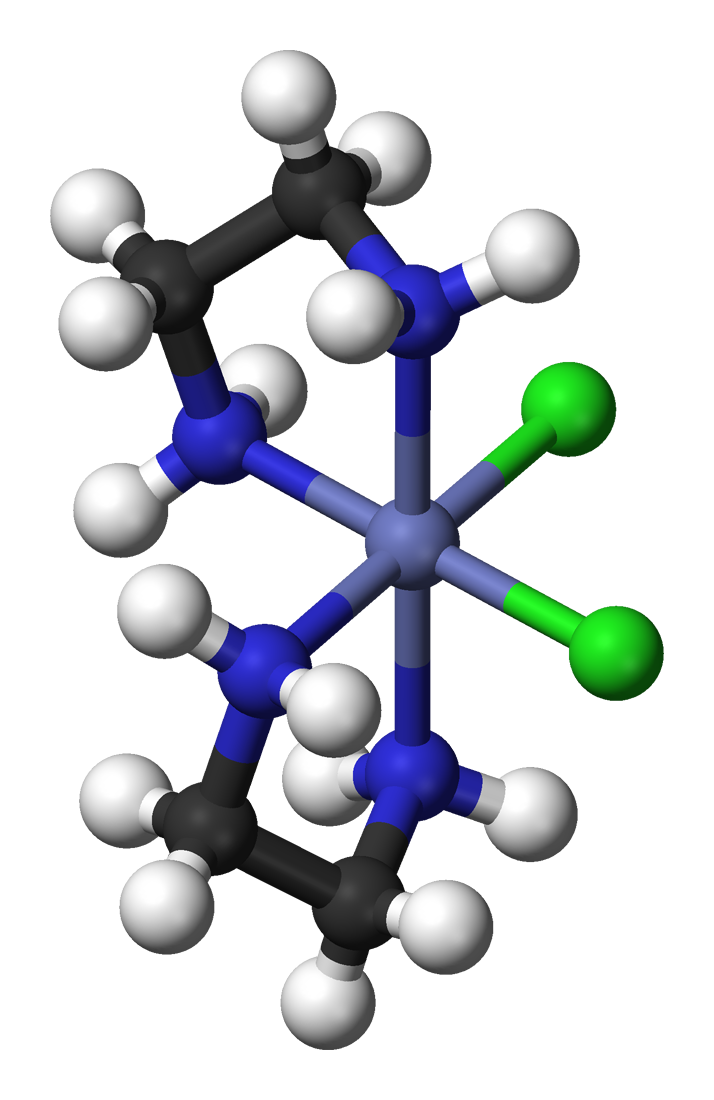
-cis-Cl.
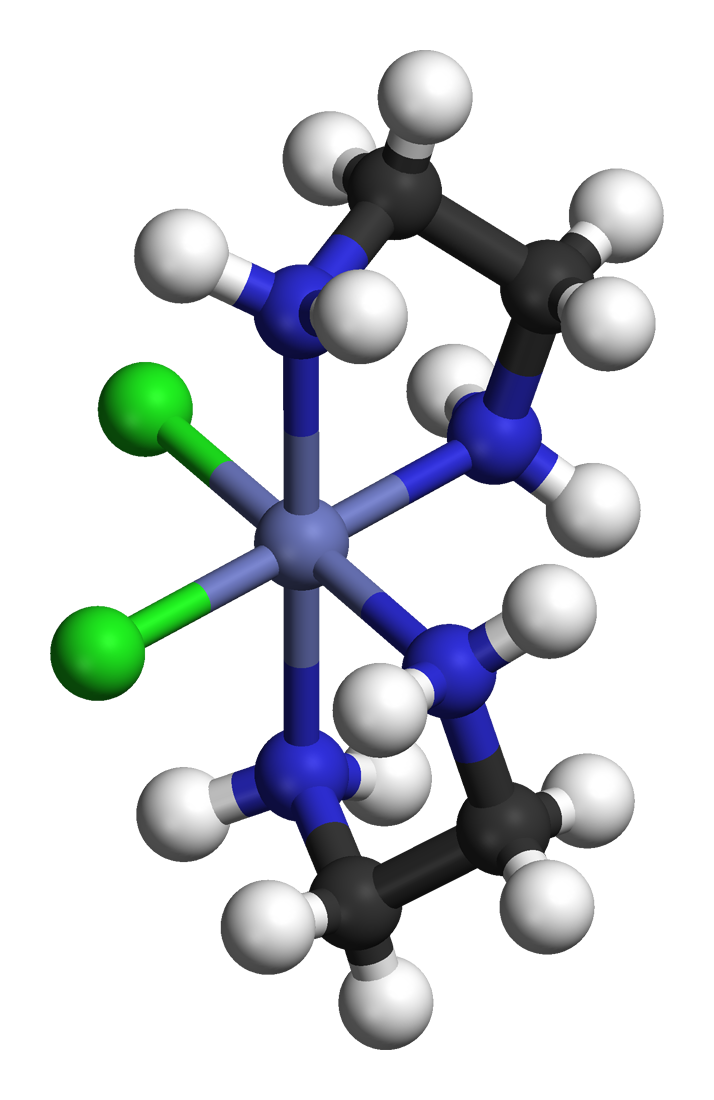
-cis-Cl.

Les isomères cis et trans ont joué un rôle important dans le développement de chimie de coordination. Ils ont servi pour les études en stéréochimie ainsi que comme précurseurs — comme le chlorure de tris(éthylènediamine)cobalt(III) [Co(en)3]Cl3 — pour la préparation d'autres sels de complexes de cobalt.